# Franz Andreas von Favrat

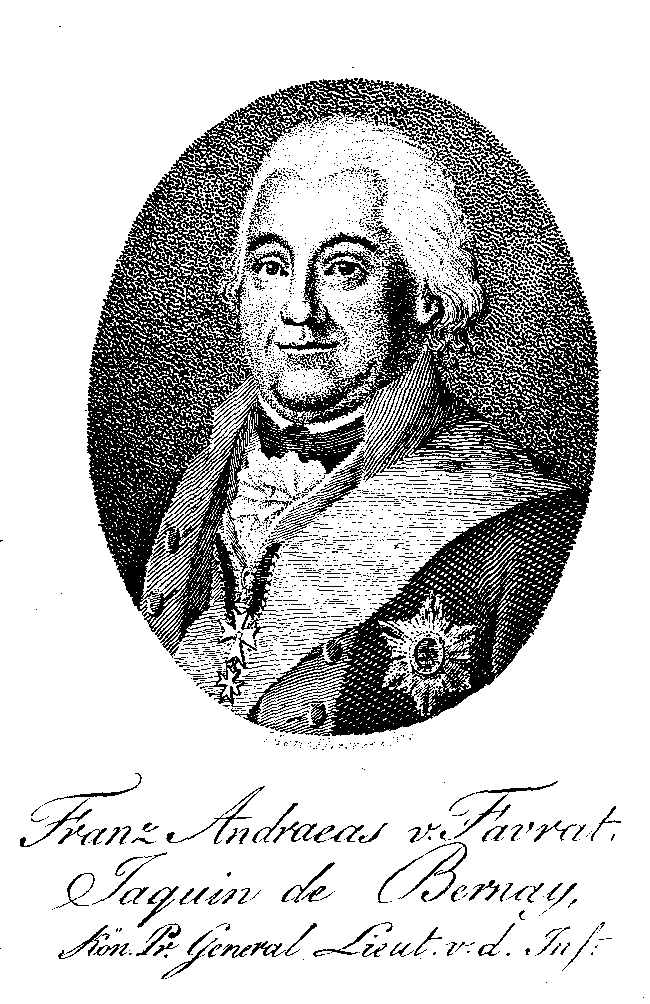

Franz Andreas von Favrat (geboren als: François André de Favrat, Jacquier de Bernay, der Nebentitel vielleicht auch – wie im zeitgenössischen Stich: Jaquin de Bernay, * 4. September 1733 (meistens falsch 1730) in Bellevaux Savoyen; † 5. September 1804 in Glatz) war ein preußischer General der Infanterie, Gouverneur von Glatz und Ritter des Schwarzen Adlerordens. Es wird berichtet, dass er ungewöhnlich stark gewesen sei.

## Leben
Er ist in Bellevaux geboren und aufgewachsen. Er ist der Sohn von François Jacquier, aus dem Dorf Bernex (phonetisch ausgesprochen: Bernay, den Namen, den der General Jacquier de Bernay in seinem Namen verwendete), und Teilpächter auf den Ländereien der Adelsfamilie des Dorfes Bellevaux, den Favrats. Seine Mutter war Josephte Gantin, Krankenschwester von Jean Pierre, Sohn des Adligen Jacques François André Favrat. Sie galten als Milchbrüder, daher die mögliche Erklärung für die spätere Übernahme des Namens Favrat. Jean Pierre starb 1774 in Berlin.
1745 ging Favrat von Bellevaux mit einem Empfehlungsschreiben für den Marschall von Sachsen nach Paris. Dieser nahm ihn mit auf den Feldzug gegen die Niederlande. Und so kämpfte er in zahlreichen Belagerungen und Schlachten dieses Krieges. Bei Lauffeldt erhielt er eine gefährliche Kopfverletzung, die er aber gut überstand. Er sollte dann eine gute Stellung im Dragonerregiment von Septimanien bekommen. Dieses wurde aber nach dem Frieden von Aachen aufgelöst. So reiste er 1755 nach Spanien, um dort in den Dienst zu gehen. Aber schon 1756 verließ er das Land wieder, um über Toulouse nach Neapel zu gehen. Dort sollte er Leutnant der Artillerie werden, als er von den Vorzeichen des Siebenjährigen Krieges hörte, reiste er via Rom nach Wien, um seine Dienste anzubieten. Dank des sardischen Botschafters, des Grafen von Canale, bekam er eine Audienz. Er wurde zwar an den Generalfeldmarschallleutnant Browne verwiesen, durfte aber als Freiwilliger mit in den Krieg. So kämpfte er für die Österreicher vor Prag und Olmütz und zeichnete sich in den Schlachten von Lobositz, Reichenberg, Prag, Leuthen und Hochkirch aus. Da er jedoch weder eine feste Anstellung noch gar eine Beförderung erhielt, quittierte er nach Hochkirch den Dienst und ging zu den Preußen.
Über den Generalmajor Wobersnow wurde er Friedrich dem Großen vorgestellt. Dieser übernahm ihn als Kapitän à la suite.

### Mit den Preußen
Mit dem Jahr 1759 zog er nun mit den Preußen in den Krieg. Seinen ersten Erfolg konnte er am 10. Juni 1759 verbuchen. Die Österreicher hatten einen preußischen Vorposten bei Liebau überrannt und während der König diesen zurückeroberte, sammelte Favrat die versprengten Soldaten. Er vertrieb damit ein Bataillon Panduren von einem nahe gelegene Bergrücken. Der König hatte inzwischen das Fehlen seines Hauptmanns bemerkt und fragte den Generalmajor Angelelli nach dessen Verbleib, der vermutete ihn zunächst tot oder gefangen. Als Favrat aber mit zahlreichen Gefangenen das Lager erreichte, wurde er von König umarmt und zum Kommandeur einer Kompanie im Freibataillon Salenmon ernannt. Er kam zur Korps des Prinzen Heinrich in Sachsen und nahm an den Gefechten bei Torgau, Eilenburg, Leipzig, Hoyerswerda, Pretsch und Sorau teil.
Sein Glück schien ihn beim Gefecht von Maxen zu verlassen, denn obwohl er seinen Posten bei dem Ort Falkenhain verteidigen konnte, musst der Kommandierende General Fink am 20. November 1759 in Maxen kapitulieren. Und während die gefangenen Generale beim König in Ungnade fielen, schrieb er Favrat sogar aufmunternde Briefe. Favrat wurde in Krems interniert, wo er die Familie Montecuccoli kennenlernte. Dort konnte er das Herz von Maria Antonia von Montecuccoli erobern. Er hatte zudem das Glück, dass ein österreichischer Major – dessen Schwester Hofdame der Kaiserin war – ausgetauscht werden sollte. So konnte er 1761 zurückzukehren, während die Generale von Maxen bis zum Ende des Krieges warten mussten.
Favrat reiste zunächst alleine zum König, der erlaubte es aber, dass die Gräfin nachkommen durfte (die Gräfin starb etwas später). Der König übergab sogar das Kommando über das Freibataillon „Salenmon“ dem Heimkehrer. Als sich die preußische Armee im Sommer 1761 bei Bunzelwitz sammelte, bekam er den Auftrag mit einer Batterie die Höhe von Jauernick (Heute: Jaworów) zu sichern. Am 1. September 1761 erschien der Oberst Devins im Auftrag des Generalfeldmarschall-Leutnant Laudon und forderte die Übergabe „sonst würde die Besatzung über die Klinge springen“. Favrat lehnte ab und feuerte auf die österreichischen Stellungen bei der Windmühle von Arnsdorf, anschließend griff er diese mit Infanterie an und vertrieb die Österreicher. Für diese Tat wurde er zum Major befördert.
Am 21. Juli 1762 konnte er sich beim Sturm auf die Leutmannsdorfer Höhen wieder auszeichnen. Er bekam eine eigene Truppe, die aus dem Freibataillon, 200 Jägern sowie vier Schwadronen Husaren bestand. Er wurde in dem Dorf Wallenburg stationiert. Mit der kleinen Einheit kämpfte er gegen den General Brentano, in dieser Zeit machte er über 600 Gefangene, darunter 13 Offiziere. Nach dem Kriegsende blieb er zunächst bei der Armee. Am 14. Juli 1767 wurde er – immer noch Major – in das Garnisonsregiment Nr. 8 versetzt. 1769 bat er daher um seinem Abschied, der nach Schwierigkeiten dann gewährt wurde.

### Nach dem Krieg
Anschließend reiste er nach Wien, wo er der Kaiserin vorgestellt wurde. Diese wollte ihn gerne in ihre Armee aufnehmen, aber mit Hilfe des preußischen Botschafters von Rohde konnte er es vermeiden und ging lieber nach Konstantinopel, da gerade der Krieg zwischen den Türken und den Russen tobte. Mit Hilfe des preußischen Gesandten von Zegelin wollte er sich eigentlich der türkischen Armee als Freiwilliger anschließen. Als das Vorhaben fehlschlug, gab ihm der Gesandte einen Pass für die Rückreise. Stattdessen ging er auf ein venezianisches Schiff und reiste über Smyrna nach Alexandria, von wo er Ägypten bereiste. Über Thessaloniki fuhr er nach Venedig, wo ihn in der Quarantäne ein Brief aus Preußen erreichte, worin ihn der König aufforderte zur Armee zurückzukehren. Er verließ Venedig im November 1771 und reiste nach Wien, wo ihn dieses Mal Kaiser Joseph II. empfing und sich von ihm über seine Abenteuer im Mittelmeer berichten ließ. Im Januar 1772 kam er nach Potsdam, wo ihn der König empfing. Er wurde Flügeladjutant à la suite mit einem Gehalt von 1000 Talern. Diesen Posten behielt er, bis er im Mai 1774 als Oberstleutnant in das Infanterieregiment „von Hessen-Philippsthal“ versetzt und Kommandeur des II. Bataillons wurde.

### Bayerischer Erbfolgekrieg
Im Bayerischen Erbfolgekrieg wurde er in Schatzlar stationiert, um die Magazine in Landeshut zu schützen. Am 29. November 1778 wurde er zum Oberst befördert. Im Winter 1779 wurde er nach Hirschberg kommandiert, wo er eine Redoute errichtete. Diese wurde danach von der Stadt übernommen und bekam den Namen „Favratsberg“.

### Nach dem Krieg
Am 6. März 1786 wurde er zum Generalmajor ernannt und übernahm das Infanterieregiment „von Raumer“. Im gleichen Jahr starb sein Gönner König Friedrich II. Von seinem Nachfolger Friedrich Wilhelm II. erhielt er im Juli 1789 den Orden Pour le Mérite. Inzwischen war er aber am Grauen Star erkrankt und hatte Glück. Der Augenarzt Ritter Tadini, ein Bekannter von Giacomo Casanova, konnte ihn erfolgreich operieren. So wurde er 1792 Generalleutnant mit einer Gehaltszulage von 2000 Talern.

### Der Polnische Aufstand
Als in Polen 1794 der Kościuszko-Aufstand losbrach, wurde Favrat Kommandeur von 50.000 preußischen Soldaten. Sie bildeten die Hauptstreitmacht, der von König Friedrich Wilhelm II. geführten Armee. Sie rückte von Schlesien gegen Krakau vor, ebenso wie ein russisches Korps unter General Denisoff. Als dieser bei Racławice von den Polen geschlagen wurde, rückten die Preußen nach und in der Schlacht bei Rawka wurden die Polen nach Warschau zurückgeworfen. Dafür hing der König dem Generalleutnant persönlich den Roten Adlerorden um. Krakau ergab sich am 15. Juni dem General von Elsner. Ein Fortschritt vor Warschau wurde durch fehlendes Geschütz verhindert, dass erst aus Graudenz heran geschafft wurde. Als die Belagerung am 27. Juli begann, hatte man sich in Warschau bereits verschanzt. Der preußische General Wilhelm von Schwerin wartete vergeblich auf die russische Unterstützung, so gab er die Belagerung am 6. September auf. Schwerin wurde später dafür und für die daraus folgenden Probleme verantwortlich gemacht und vom Kriegsgericht zu einem Jahr Haft verurteilt. Schwerin gab in einer Schrift
Favrat die Schuld, der ebenfalls mit einer Veröffentlichung antwortete.
Favrat besetzte am 9. Januar 1796 Warschau, zudem bekam er den Schwarzen Adlerorden. Der General verließ Warschau im Februar bereits wieder und wurde Gouverneur der Festung Glatz. Am 20. April 1801 wurde er zum General der Infanterie ernannt. Er starb dort am 5. September 1804.

## Anekdoten
Der General hat schon zu Lebzeiten seine Zeitgenossen durch seine Stärke verblüfft. So soll er mit einer Dreipfünder-Kanone (Gewicht ca. 120 kg) wie mit einem Gewehr exerziert haben. Er soll im Kampf einem Husaren den Kopf bis zu den Schultern gespalten sowie Pferde mit ihrem Reiter hoch gehoben haben. Zudem soll er eine Kanone im Zeughaus von Danzig hoch gehoben haben. Nur August der Starke soll sie bis dahin bewegt haben können.

## Familie
Er war mit Maria Antonia von Montecuccoli verheiratet. Sie war die Tochter des kaiserlichen Geheimrats und Kämmerers Franz Raimund von Montecuccoli und dessen Frau Maria Josepha von der Rath.
Später heiratete er Caroline Wilhelmine Cabrit (* 1743), die Witwe des Kriegs- und Domänenrates Carl Gottlieb Vorhof (1732–1783). Er hatte mit ihr keine natürlichen Kinder, daher adoptierte er ihren Sohn Friedrich Leopold Vorhof († 1841). Am 12. Juni 1793 wurde dieser als Vorhof von Favrat in den preußischen Adelsstand erhoben. Er war mit Amalie Luise Walther von Cronegk verheiratete und hatte drei Söhne und eine Tochter. Ebenso wurde die Tochter Franziska Friederike Karoline (1785–1868) als von Favrat legitimiert. Sie heiratete am 16. November 1802 den Generalmajor Karl Friedrich Heinrich von Massow (1770–1851)
Am 8. September 1798 starb Friedrich Leopold von Favrat auf dem Weg von Glatz nach Potsdam.